# Roverbella
Roverbella est une commune italienne de la province de Mantoue, dans la région Lombardie.

## Géographie
Roverbella est située dans la plaine du Pô, à 130 km à l'est de Milan et à 11 km au nord de Mantoue.
Du point de vue météorologique, le climat à Roverbella est chaud et tempéré. Sur la base des moyennes de référence, une température moyenne de 12,9 °C y est enregistrée. En juillet, le mois le plus chaud de l'année, la température moyenne est de 23,3 °C, pour 1,8 °C en janvier.
Les précipitations, fréquentes en automne et en hiver, donnent environ 800 mm de pluie par an avec une amplitude de 36 mm entre les précipitations du mois le plus sec et celles du mois le plus humide. Avec 48 mm, le mois de février est le plus sec. Octobre est le mois le plus pluvieux, avec une moyenne de 84 mm.

## Histoire
Le village qui porte le nom actuel existe depuis 1182. Cette année-là, il existe en effet un conflit faisant état de dispositions relatives aux témoignages concernant les terres placées à "Roverbella" et soumises au paiement d'un loyer à la Pieve di Porto. Le nom de "Roverbella" est mentionné sans aucune contraction également en 1206 dans les contrats de bail foncier.
Le territoire était déjà occupé par les autochtones bien avant l’arrivée des Celtes. Dans la région de Roverbella, de nombreux petits sites archéologiques ont été identifiés, ce qui, dans l’ensemble, donne une idée de la répartition des anciennes colonies de peuplement couvrant une période allant du néolithique (6000 - 2500 av. J.-C.). ) à l’âge du cuivre (2500 - 1900 av. J.-C.), à l’âge du bronze (1900 - 900 av. J.-C.), à l’âge du fer (900 av. J.-C. - Ier siècle apr. J.-C.) jusqu’à l’époque romaine. 
Cette dernière période est témoin, ainsi que des nombreux artefacts trouvés, également de la Via Postumia, d'une trace de la route consulaire romaine qui longe la partie nord-ouest de la région.

## Monuments
- Église de l'Annonciation
- Palazzo Custoza-Falcinella
- Villa Benati, dans laquelle le roi Charles-Albert et Giuseppe Garibaldi ont été hébergés en juillet 1848 pendant l'épisode du "refus historique".
- Villa Chauvenet, où séjourna Humbert Ier pendant la nuit du 24 au 25 juin 1866, après la bataille de Custoza.
- Villa Foresti
- Villa Gobio, où Napoléon Bonaparte séjourna en 1796, après la bataille de Borghetto.

## Transports
La gare de Roverbella, située le long de la ligne ferroviaire Vérone-Mantoue-Modène (it), est desservie par des trains régionaux exploités par Trenitalia dans le cadre du contrat de service conclu avec les régions concernées.

### Hameaux
Belvedere, Ca' Mantovane, Canedole, Castiglione Mantovano, Malavicina, Pellaloco

### Communes limitrophes
Castelbelforte, Marmirolo, Mozzecane, Nogarole Rocca, Porto Mantovano, San Giorgio di Mantova, Trevenzuolo, Valeggio sul Mincio